# Lorellana flagalara
Lorellana flagalara är en insektsart som beskrevs av Delong och Hermann Julius Kolbe 1975. Lorellana flagalara ingår i släktet Lorellana och familjen dvärgstritar. Inga underarter finns listade i Catalogue of Life.